# Денеш Берінкеї
Де́неш Бе́рінкеї (угор. Berinkey Dénes; *17 жовтня 1871 — †25 червня 1944) — угорський юрист і політик, який був прем'єр-міністром при режимі Міхая Карої протягом двох місяців у 1919 році.

## Біографія
Денеш народився в родині Анталя Берінкеї (угор. Berinkey Antal) і Ержебет Сабо (угор. Szabó Erzsébet). Після закінчення навчання на юриста він служив в міжнародному відділі Міністерства Юстиції. Був одним із засновників журналу «Двадцяте століття» (Huszadik Század). 23 липня 1902 року в Будапешті одружився з Марією Такач (Máriát Takács).
З 4 листопада 1918 по 24 січня 1919 року Берінкеї був міністром юстиції Угорської Народної Республіки, а 19-24 січня того ж року виконував обов'язки міністра закордонних справ. 11 січня 1919 року Національна рада офіційно затвердила графа Міхая Карої Президентом Угорщини. Після цього він склав із себе повноваження прем'єр-міністра на користь Берінкеї.
Тим часом в переможеній країні підняли голову комуністи. 20 лютого 1919 року комуністична демонстрація переросла в погром редакції офіційної газети соціал-демократів, в ході якого загинуло семеро людей, включаючи поліцейських. Уряд заарештував лідерів Угорської комуністичної партії, заборонив її газети і закрив партійні офіси.
Однак 1 березня кабінет Берінкеї відступився, скасувавши заборону на видання газети компартії і відкривши її офіси. Хоча лідери партії ще залишалися за ґратами, було знято заборону на їх відвідування, в результаті чого вони змогли повернутися до активної участі в суспільному житті.
20 березня 1919 року Фрокуранція направила Угорщині ноту Фернана Вікса (Fernand Vix), в якій зажадала, щоб угорські війська пішли з лінії Надьбанья-Дива і відступили вглиб Угорщини. Вважалося, що нова фронтова лінія стане і новим кордоном.
Беринкеї не захотів визнавати дану ноту, так як вона ставила під загрозу територіальну цілісність країни. Тим не менш, він був також не в силах і відкинути її. В результаті, Берінкеї і його кабінет подали у відставку. Після цього президент Карої оголосив, що доручає формування нового уряду соціал-демократам.
Ні Карої, ні Берінкеї були не в курсі того, що соціал-демократи відразу ж вступили в переговори з комуністичною партією, лідери якої досі залишалися в ув'язненні. Під час їхніх перемовин було досягнуто згоди про об'єднання обох партій в Угорську соціалістичну партію. Таким чином, коли Карої віддав владу, як він вважав, соціал-демократичного уряду, він насправді присягав комуністичному.
Новий уряд оперативно проголосив Угорську Радянську Республіку і встановило в країні криваву «диктатуру пролетаріату».
У 1920 році Берінкеї став адвокатом. У пресі з'являлися його роботи в галузі міжнародного, кримінального і цивільного права.